# عولی (روستا)
 عولی  (در عربی:  العَولی )
نام روستایی است در دهستان العَوْد از توابع استان مَحویت در کشور یمن در شبه جزیره عربستان.

## جمعیت
جمعیت آن (۱۰۷ ) نفر (۹ خانوار) می‌باشد.